# Operation Green Hunt
Rébellion naxalite
Operation Green Hunt était le nom utilisé par les médias indiens pour nommer la grande et longue offensive des forces paramilitaires du Gouvernement indien et des forces de la police d'état contre les Naxalites. L'opération aurait commencé en novembre 2009 dans cinq États du « Corridor rouge ».

## Planification et mise en œuvre

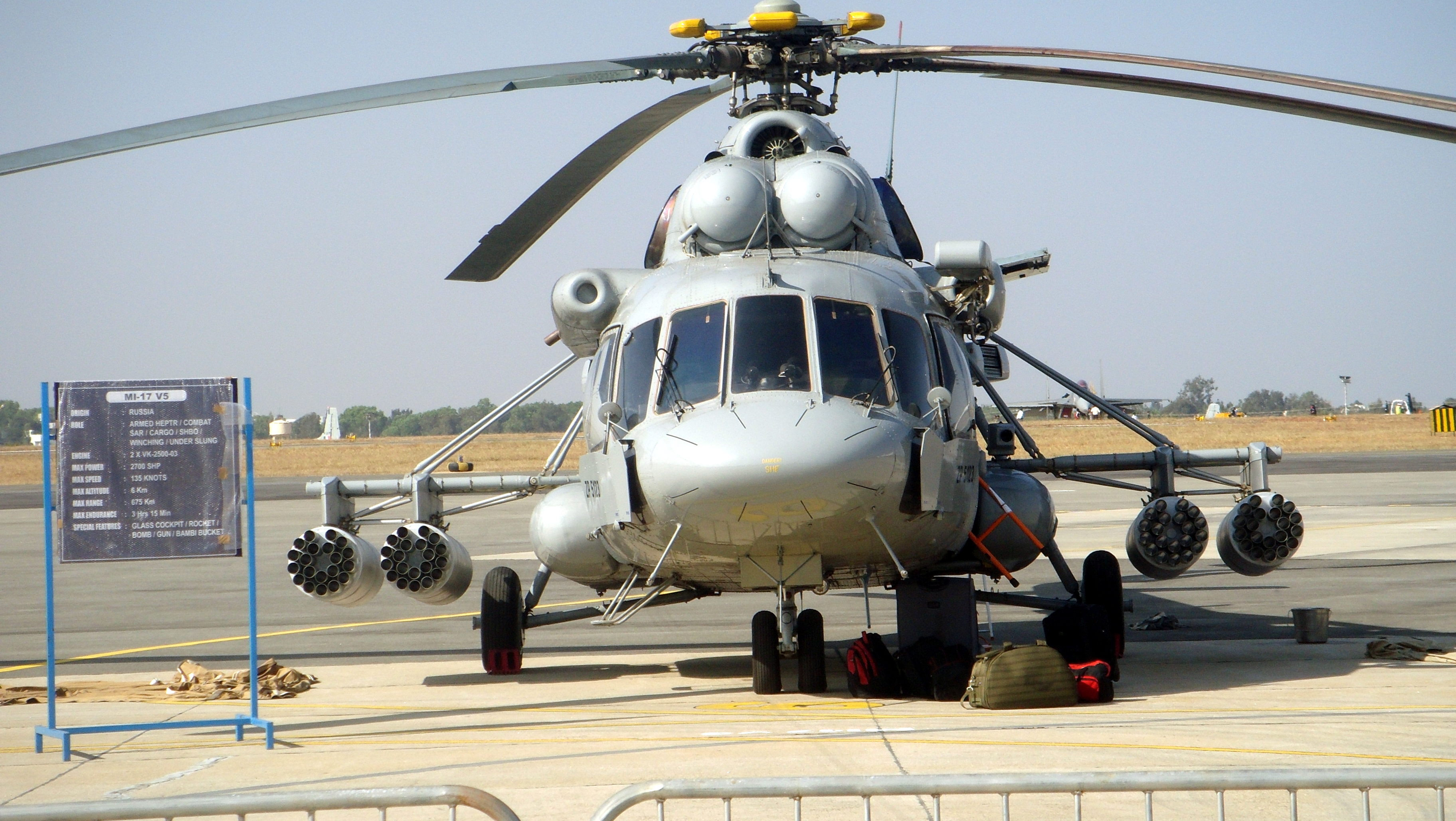
Une flotte de Mi-17 V5 a été déployée contre les maoïstes par l'Armée de l'air indienne.

En octobre 2009, la Central Reserve Police Force (CRPF) a annoncé qu'elle était dans l'étape final de la planification de l'offensive et avait reçu l'approbation du gouvernement. Le Commando Battalion for Resolute Action (CoBRA) prendra la tête des opérations contre les insurgés maoïstes.
Au début de novembre 2009, la première phase de l'opération a commencé dans le District de Gadchiroli. Jusqu'à 18 compagnies des forces paramilitaires centrales ont été déplacées dans la zone (en prévision de l'opération.
L'opération a été, au moins à ses débuts, très meurtrière pour la population civile. Une quarantaine de villageois seraient tués chaque semaine par des milices pro-gouvernementales, ce qui conduit le gouvernement à dissoudre certaines d'entre elles.

## Réponse des maoïstes
En réponse à l'offensive, les insurgés ont lancé plusieurs attaques de grande ampleur contre les forces de sécurité indiennes :
- Le 6 avril 2010, les rebelles maoïstes ont tué 75 policiers du CRPF au cours d'une embuscade dans une jungle du centre de l'Inde[9].
- Le 29 juin 2010, au moins 26 policiers ont été tués au cours d'une attaque maoïste dans l'État indien du Chhattisgarh central[10].
- Le 11 mars 2014, 16 personnes dont 11 du CRPF, 4 policiers et 1 civil ont été tués dans une embuscade dans une zone forestière dense à Gheeram Ghati dans le district de Sukma au Chhattisgarh[11].
- Le 1er décembre 2014, 14 personnes dont 2 officiers, commandant B.S Verma et Assistant commandant Rajesh Kauria, ont été tués au cours d'une embuscade maoïste[12].

## Contestation
Les intellectuels indiens, traditionnellement plutôt hostiles aux méthodes de la guérilla et à son projet politique, ont pour beaucoup condamné cette offensive en raison des atteintes aux libertés individuelles (notamment en matière de liberté d'expression et de libre-circulation des personnes) et aux droits de l'homme qu'elle impliquait.
Sumanta Banerjee, historien du naxalisme, indique : « Nous sommes arrivés à un point où les intellectuels indiens ne peuvent pas rester neutres. Même s’ils ne sont pas d’accord avec la tactique des maoïstes, ils doivent s’opposer aux politiques d’industrialisation prédatrices menées par le gouvernement, qui conduisent à confisquer des hectares de terres fertiles, à détruire des rivières et à faire fuir des milliers de villageois de leur lieu de vie. »
Cette mobilisation a en particulier abouti à un jugement de la Cour suprême déclarant anticonstitutionnel le recours aux special police officers.